# والتر جي. رن
والتر جي. رن هو سياسي أمريكي، ولد في عقد 1870، وتوفي في 12 يوليو 1919. نشط حزبياً في الحزب الجمهوري.